# Cherbocnus
Cherbocnus is een geslacht van zeekomkommers uit de familie Cucumariidae.

## Soorten
- Cherbocnus cabindaensis (Cherbonnier, 1949)
- Cherbocnus ransoni (Cherbonnier, 1949)